# Peter Arundell
Peter Arundell (n. 8 noiembrie 1933, Greater London, Anglia, Regatul Unit – d. 16 iunie 2009, King's Lynn, Anglia, Regatul Unit) a fost un pilot de Formula 1. De-a lungul carierei a luat startul în 11 curse, niciuna din pole-position. Nu a câștigat nicio cursă și a terminat de 2 ori pe podium, acumulând 12 puncte în întreaga activitate ca pilot de Formula 1.